# Sixx:A.M.

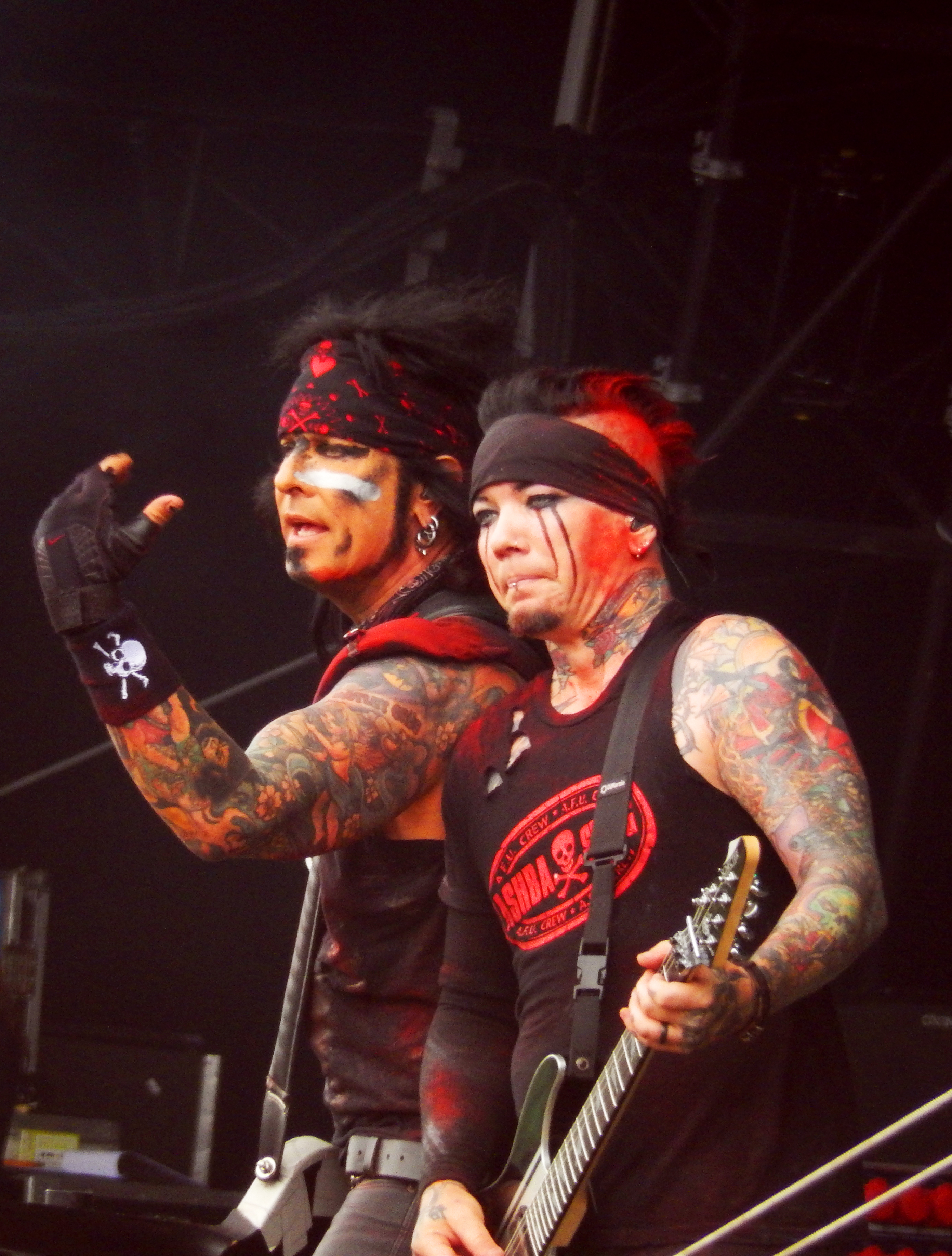
Sixx:A.M au Hellfest 2016

Sixx:A.M. est un groupe américain de hard rock formé à Los Angeles en 2007 par Nikki Sixx, DJ Ashba et James Michael. Le nom Sixx:A.M. est une combinaison des noms des membres du groupe (Sixx, Ashba, Michael).

## Historique

### Formation et débuts (2007–2008)
Le groupe sort son premier album intitulé The Heroin Diaries Soundtrack en 2007 qui est basé sur l'autobiographie de Nikki Sixx, The Heroin Diaries: A Year in the Life of a Shattered Rock Star.
Le groupe joue en public pour la première fois à Crash Mansion le 16 juillet 2007 interprétant 5 titres de leur premier album The Heroin Diaries Soundtrack. L'album ne dispose d'aucun batteur attitré car le chanteur du groupe James Michael, s'occupe de programmer toutes les pistes à la batterie. Glen Sobel, accompagne alors le groupe en tournée pour assurer la batterie. 
Le 25 octobre 2007, Sixx:A.M. joue la première partie du concert pour le groupe Korn. À l'origine, le groupe déclare qu'ils n'ont pas l'intention de partir en tournée. Toutefois, après un soutien constant en faveur de Sixx:A.M., le groupe annonce le 15 avril 2008 qu'ils partent en tournée dans le cadre du festival "Crüe Fest" avec les groupes Buckcherry, Papa Roach et Trapt.
Le 15 avril 2008, Sixx:A.M. annonce qu'ils tourneront au Crüe Fest de Motley Crüe, avec Buckcherry, Papa Roach et Trapt. La tournée débute en juillet 2008, à West Palm Beach, en Floride.

### Premiers albums (2009–2014)
En avril 2009, James Michael et Sixx confirment que le groupe est en studio pour enregistrer de nouveaux morceaux. Le 19 février 2010, Sixx révèle que les morceaux de guitare seront réalisés par Ashba. Le 27 mai 2010, Sixx révèle que tous les morceaux de basse de l'album ont été enregistrés et que James Michael travaillait les paroles avant de finaliser les morceaux vocaux. Sixx annonce aussi l'aide du réalisateur P. R. Brown pour la vidéo de leur premier single,n, de leur album annoncé pour début 2011. Le 23 juillet 2010, Sixx confirme que l'album est terminé,.
Le 4 septembre 2010, Sixx annoncé la sortie d'un ouvrage intitulé This Is Gonna Hurt, qui s'accompagnera d'un album des Sixx:A.M. William Morrow and Company, de l'éditeur HarperCollins, annonce la sortie de l'ouvrage pour le 22 mars 2011, en plus de l'album le même jour,. Le 7 décembre 2010, le groupe publie un nouveau clip de l'album, prévu en avril 2011.
Le single principal, Lies of the Beautiful People, est publié le 25 février 2011. Le 15 février 2011, Sixx annonce sur Twitter et Facebook qu'il jouera la chanson à sa nouvelle émission, Sixx Sense, le 16 février 2011,.
Le 5 décembre 2011, James Michae annonce la sortie d'un EP acoustique intitulé 7 le 13 décembre 2011,,.
Le 14 janvier 2014, le groupe annonce sur Facebook la dernière chanson de leur album, Let it Haunt You (So Beautiful).

### Prayers for the Damned(2015–2017)

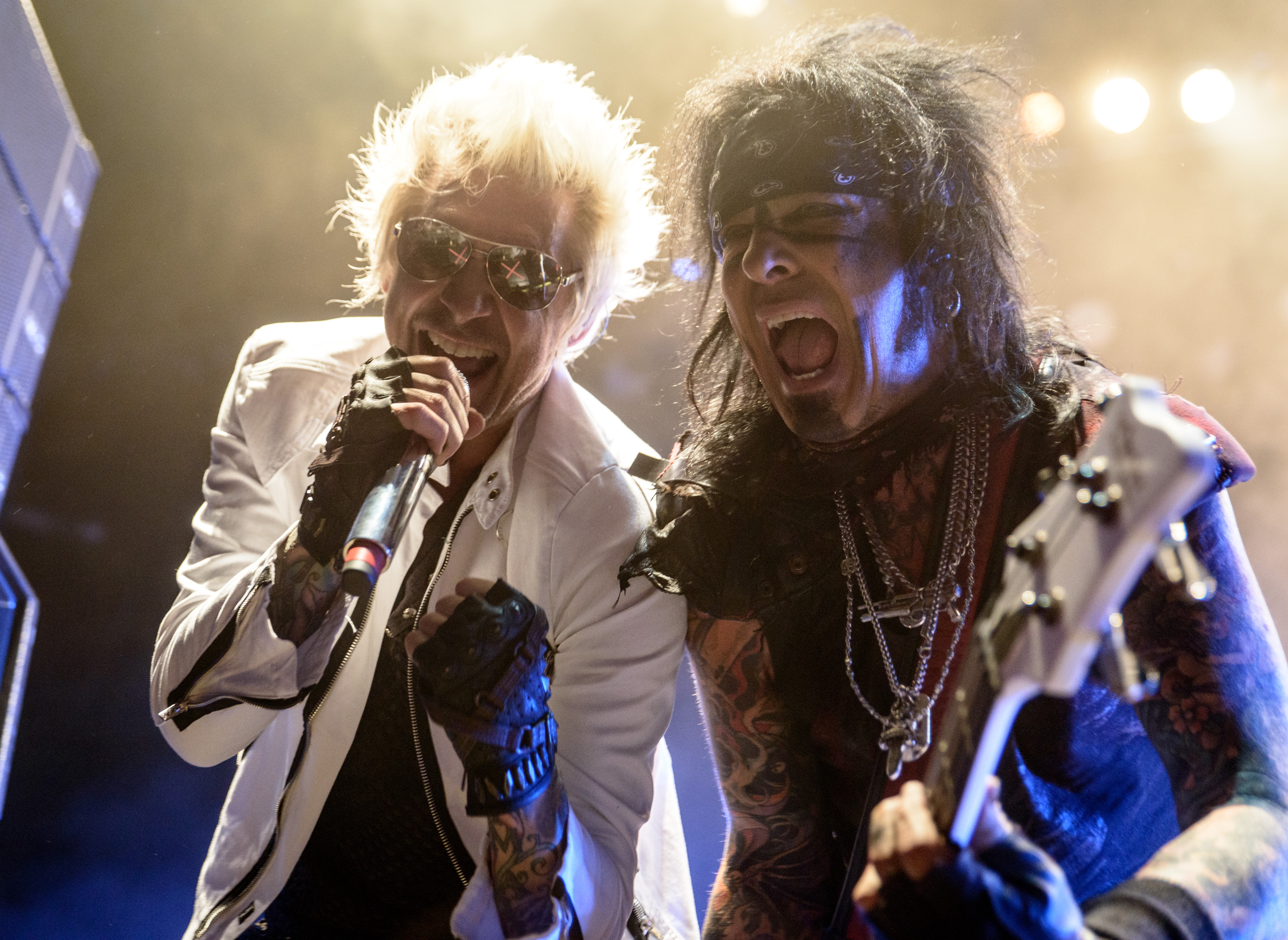
Michael et Sixx en 2016.

Le groupe tourne pour la première fois au Japon au Nippon Budokan le 19 février 2015 pendant le VampPark Fest, animé par le groupe Vamps.
En juillet 2015, Sixx explique que Sixx:A.M. sortira deux nouveaux albums et effectuera une tournée mondiale en 2016. Toujours en 2015, Ashba quitte son autre groupe, Guns N' Roses, pour se consacrer à Sixx:A.M.
Le 1er mars 2016, Sixx:A.M sort un single intitulé Rise, annonce le titre de l'un de ses deux nouveaux albums à venir, Prayers for the Damned, et des dates américaines pour avril et mai 2016. Rise joue en acoustique au Sanctum Soho Hotel de Londres, en Angleterre, le 23 février (Stars de l'album Modern Vintage et Life Is Beautiful de The Heroin Diaries Soundtrack ont aussi jouées). Les pré-commandes débutent en mars, et l'album sort le 29 avril. Le second des deux albums s'intitule Prayers for the Blessed, Vol. 2 et est publié le 18 novembre,.
Sixx:A.M. joue en France le mercredi 1er juin 2016. Ils jouent La Bande originale de Nagui, sur France Inter, de 11 h à 12 h 30, puis en session acoustique sur OÜI FM, à 13 h 30. Le 18 juin 2016, ils sont au Hellfest, à Clisson.
En octobre 2017, Sixx:A.M. sort une édition spéciale dix ans de leur premier album The Heroin Diaries Soundtrack, pour commémorer leur dixième année d'existence.
En février 2018, Michael et Ashba forment un nouveau groupe, Pyromantic, et annoncent la pause de Sixx:A.M.

## Membres

### Membres actuels
- James Michael - chant, guitare rythmique, claviers, programmation de batterie
- Nikki Sixx - basse
- DJ Ashba - guitare solo

### Musiciens de tournée
- Glen Sobel - batterie, percussions (2007)
- Tony Palermo - batterie, percussions (2008)

## Discographie
- 2007 : The Heroin Diaries Soundtrack
- 2011 : This Is Gonna Hurt
- 2014 : Modern Vintage
- 2016 : Prayers For The Damned, Vol 1
- 2016 : Prayers For The Blessed, Vol 2